# Campionati asiatici di badminton 2000
I Campionati asiatici di badminton 2000 si sono svolti a Giacarta, in Indonesia. È stata la 19ª edizione del torneo, organizzato dalla Badminton Asia.

## Podi
| Evento              | Oro                             | Argento                     | Bronzo                               |
| Singolare maschile  | Taufik Hidayat                  | Rony Agustinus              | Marleve Mainaky                      |
| Singolare maschile  | Taufik Hidayat                  | Rony Agustinus              | Pullela Gopichand                    |
| Singolare femminile | Xie Xingfang                    | Ellen Angelina              | Fumi Iwawaki                         |
| Singolare femminile | Xie Xingfang                    | Ellen Angelina              | Lee Kyung-won                        |
| Doppio maschile     | Rexy Mainaky Tony Gunawan       | Choong Tan Fook Lee Wan Wah | Candra Wijaya Antonius Budi Ariantho |
| Doppio maschile     | Rexy Mainaky Tony Gunawan       | Choong Tan Fook Lee Wan Wah | Imam Sodikin Luluk Hadiyanto         |
| Doppio femminile    | Lee Hyo-jung Yim Kyung-jin      | Eti Tantri Minarti Timur    | Lee Kyung-won Chung Jae-hee          |
| Doppio femminile    | Lee Hyo-jung Yim Kyung-jin      | Eti Tantri Minarti Timur    | Rosie Riani Diah Novita              |
| Doppio misto        | Bambang Suprianto Minarti Timur | Wahyu Agung Emma Ermawati   | Santoso Sugiharjo Eny Widiowati      |
| Doppio misto        | Bambang Suprianto Minarti Timur | Wahyu Agung Emma Ermawati   | Tri Kusharyanto Vita Marissa         |